# تا به اندازه کافی گیرت نیومده بس نکن
«تا به اندازه کافی گیرت نیومده بس نکن» (به انگلیسی: Don't Stop 'til You Get Enough) در ۲۸ ژوئیه ۱۹۷۹ به عنوان اولین تک‌آهنگ آلبوم غیر معمول مایکل جکسون توسط اپیک رکوردز منتشر شد. این آهنگ اولین آهنگ جکسون بود که در میان ۱۰۰ تک‌آهنگ برتر بیلبورد (در هفت سال) رتبهٔ اول ایالات متحده را دریافت می‌کرد. همچنین اولین تک‌آهنگ شماره یک سولوی او بود. این آهنگ در فهرست ده تای برتر سراسر جهان قرار گرفت و چندین ماه پس از انتشار، گواهی طلایی فروش و سپس گواهی پلاتینیوم را دریافت کرد.